# Sangaris condei
Sangaris condei là một loài bọ cánh cứng trong họ Cerambycidae.